# Pušina kula
Arheološko nalazište Pušina kula nalazi se sjeverno od zaseoka Mrnjavaca u Lovreću.

## Opis
Datirano je od 2500. pr. Kr. do 1000. pr. Kr. Na istaknutom vrhu brda Basarovine nalazi se prapovijesna gradina. Zaravnjeni plato gradine ovalnog je tlocrta, dimenzija oko 16 x 25 metara. Branjen je jednostrukim bedemom sa svih strana. Širina sačuvanog suhozidnog bedema je oko 2-4 metara a visina oko 2-3 metra. Južni dio platoa je zaravnjen i ograđen većim suhozidom, dok su ostali dijelovi platoa prekriveni zemljom i kamenom. Ulaz u gradinu vidljiv je na zapadnoj strani bedema. Iako nije provedeno arheološko istraživanje, s obzirom na materijal pronađen na površini gradine moguće ju je datirati u brončano i željezno doba. Zapadno od gradine, na udaljenosti oko 200 metara, na istaknutom Svitnjaku nalaze se tri prapovijesne gomile. Sjeverno od gradine nalazi se bunar Jankovina.

## Zaštita
Pod oznakom Z-6941 zavedena je kao nepokretno kulturno dobro - pojedinačno, pravna statusa zaštićena kulturnog dobra, klasificirano kao "arheološka baština".